# Amor que mata
Amor que mata (títol original en anglès: Possessed) és una pel·lícula estatunidenca dirigida per Curtis Bernhardt, estrenada el 1947. Ha estat doblada al català.

## Argument
Una dona erra pels carrers de Los Angeles a la recerca d'un cert David. Portada a un hospital psiquiàtric, hi revela a poc a poc el seu passat i les raons de la seva obsessió per aquest home: Resulta que després de ser rebutjada per l'enginyer David Sutton (Van Heflin), la infermera Louise Howell (Joan Crawford) es va casar per despit amb el magnat Dean Graham (Raymond Massey), la dona del qual s'havia suïcidat. Louise va començar a patir al·lucinacions i no suporta que la seva fillastra, la jove Carol Graham (Geraldine Brooks), s'enamori del seu estimat David Sutton.

## Repartiment
- Joan Crawford: Louise Howell Graham
- Van Heflin: David Sutton
- Raymond Massey: Dean Graham
- Geraldine Brooks: Carol Graham
- Stanley Ridges: Dr. Harvey Williard
- John Ridgely: Tinent Harker
- Moroni Olsen: Dr. Ames
- Erskine Sanford: Dr. Max Sherman
- Monte Blue: M. Norris
- Douglas Kennedy: Procurador general
- Sarah Padden (no surt als crèdits): Sra. Norris

## Premis i nominacions

### Nominacions
- 1947: Oscar a la millor actriu per Joan Crawford